# Пошага-де-Жос
Пошага-де-Жос (рум. Poșaga de Jos) — село у повіті Алба в Румунії. Адміністративний центр комуни Пошага.
Село розташоване на відстані 303 км на північний захід від Бухареста, 40 км на північ від Алба-Юлії, 40 км на південь від Клуж-Напоки.

## Населення
За даними перепису населення 2002 року у селі проживали 486 осіб, з них 485 осіб (99,8%) румунів. Рідною мовою 485 осіб (99,8%) назвали румунську.